# Szederkény
Szederkény é um município da Hungria, situado no condado de Baranya. Tem 14,33 km² de área e sua população em 2019 foi estimada em 1.677 habitantes.